# Ruzjitsa
Ruzjitsa (bulgariska: Ружица) är ett distrikt i Bulgarien.   Det ligger i kommunen Obsjtina Nikola-Kozlevo och regionen Sjumen, i den nordöstra delen av landet, 300 km öster om huvudstaden Sofia.
Trakten runt Ruzjitsa består till största delen av jordbruksmark. Runt Ruzjitsa är det ganska glesbefolkat, med 28 invånare per kvadratkilometer.